# Skenea concordia
Skenea concordia är en snäckart som först beskrevs av Bartsch 1920.  Skenea concordia ingår i släktet Skenea och familjen Skeneidae. Inga underarter finns listade i Catalogue of Life.